# فريدي باليندي
فريدي باليندي (بالبرتغالية: Alfredo Kulembe Ribeiro‏) (27 مارس 1990 بلواندا في أنغولا - ) هو لاعب كرة قدم برتغالي في مركز الهجوم. شارك مع منتخب البرتغال تحت 16 سنة لكرة القدم ومنتخب البرتغال تحت 17 سنة لكرة القدم ومنتخب البرتغال تحت 18 سنة لكرة القدم ومنتخب البرتغال تحت 19 سنة لكرة القدم ومنتخب البرتغال تحت 20 سنة لكرة القدم ومنتخب البرتغال تحت 21 سنة لكرة القدم ومنتخب أنغولا لكرة القدم. أما مع النوادي، فقد لعب مع نادي بيلينينسش ونادي ريكرياتيفو ديسبورتيفو دو ليبولو.

## روابط خارجية
- فريدي باليندي على موقع اتحاد تركيا (لاعب) (الإنجليزية)
- فريدي باليندي على موقع ناشيونال فوتبول تيمز (الإنجليزية)
- فريدي باليندي على موقع Soccerway.com (الإنجليزية)
- فريدي باليندي على موقع AS.com (الإسبانية)